# Sportcentrum Papendal
Sportcentrum Papendal is een Centrum voor Topsport en Onderwijs. Zo’n 550 topsporters maken gebruik van de faciliteiten op het topsporttrainingscentrum, waarvan 400 op dagelijkse basis. Sinds 2005 is het sportcentrum gemoderniseerd, dat vergde in de loop van jaren een twintigtal bouw- en renovatieprojecten. Het complex ligt in de bossen aan de westkant van Arnhem. Het ongeveer 160 hectare grote terrein ligt tussen de A50, N224 (Amsterdamseweg) en de spoorlijn bij Oosterbeek. De ingang bevindt zich aan de Amsterdamseweg.

## Geschiedenis van Papendal
In 1959 wilde de Nederlandse Sport Federatie de Nederlandse sport verbeteren. Voorgesteld werd een nationaal sportcentrum in te richten waar alle aangesloten bonden van NSF voordeel van zouden hebben. In november 1963 kocht NSF een bosterrein van 93,5 hectare van de gemeente Arnhem en in 1965 werd het terrein uitgebreid tot 123 hectare. Op 7 mei 1971 werd de faciliteit als Nationaal Sportcentrum Papendal officieel geopend door prinses Beatrix. 
In 1980 was Papendal de locatie van de zesde editie van de Olympische Spelen voor sporters met een handicap. Deze spelen worden tegenwoordig de Paralympische Spelen genoemd.
Sinds januari 2013 is Sportcentrum Papendal als zelfstandige organisatie afgesplitst van NOC*NSF.

## Faciliteiten

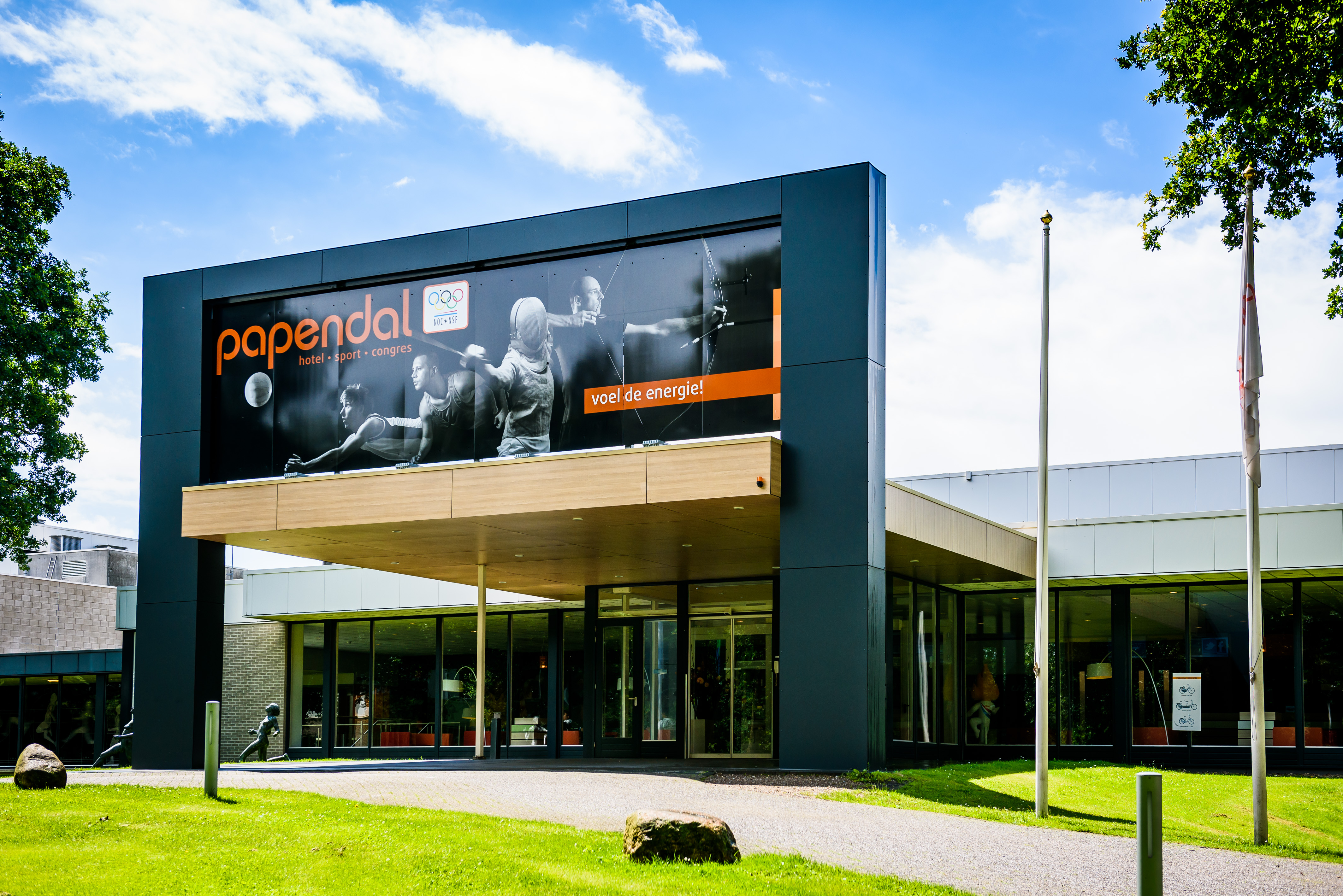
Hotel Papendal

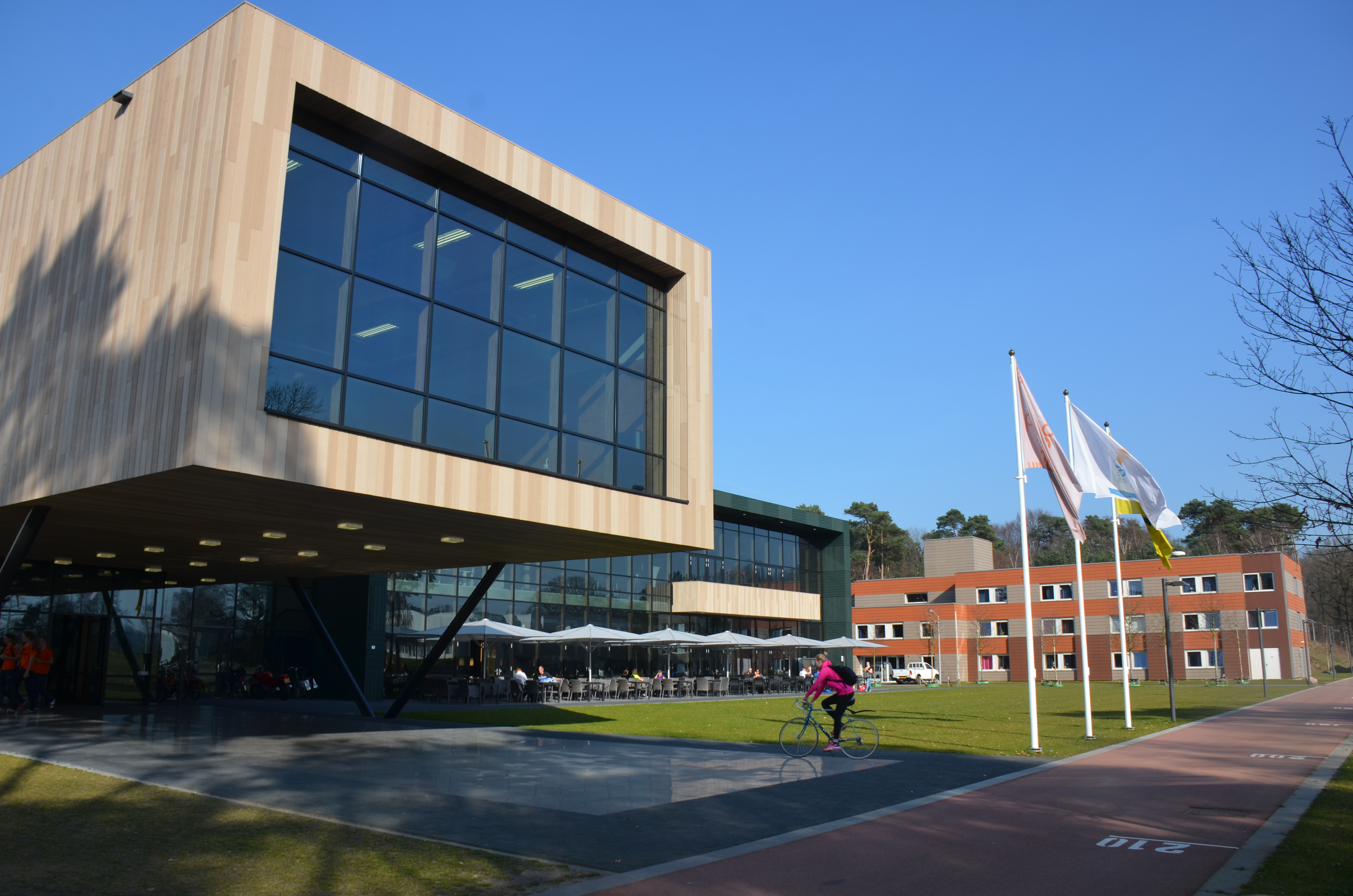
Arnhemhal

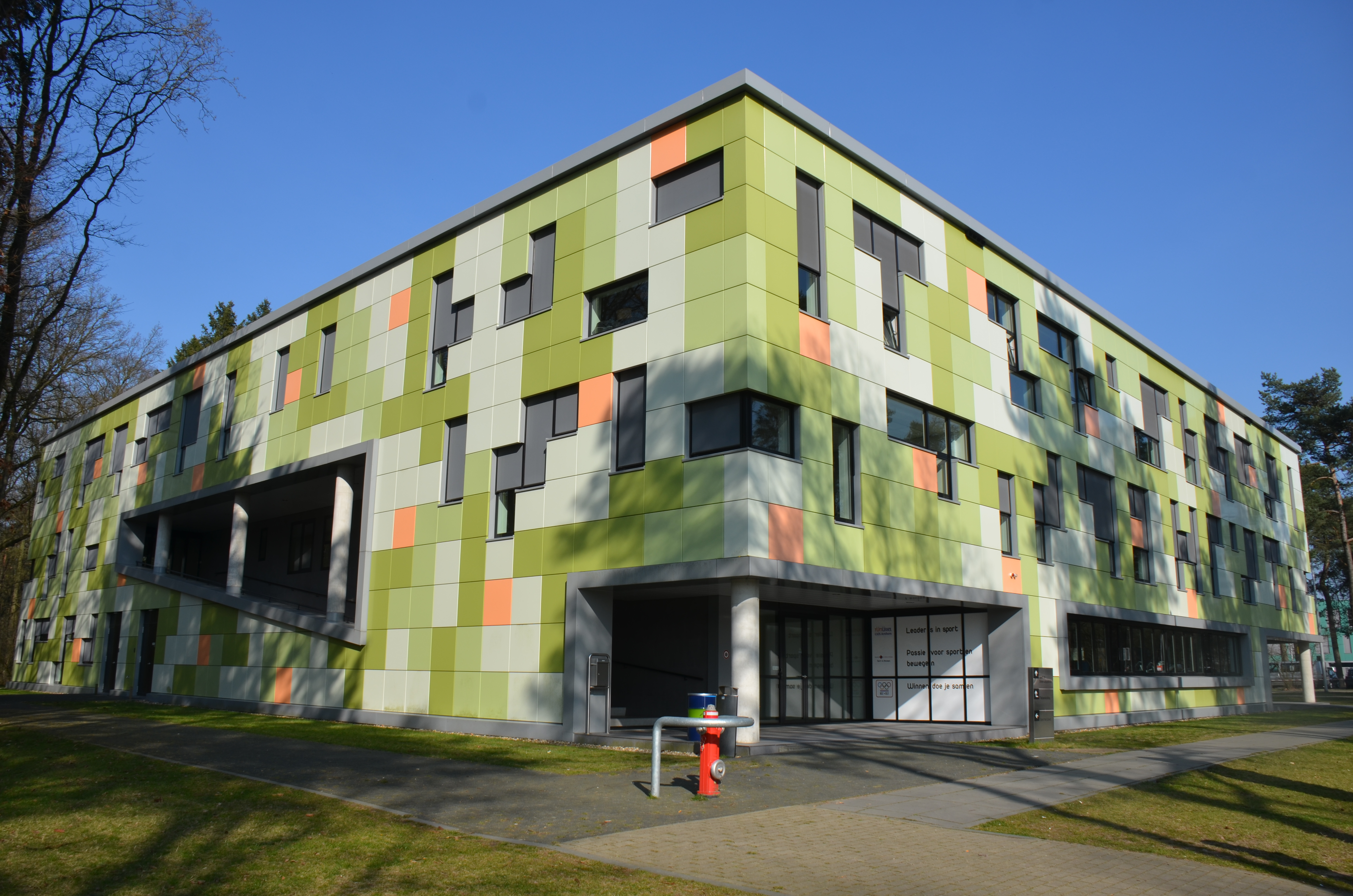
CIOS

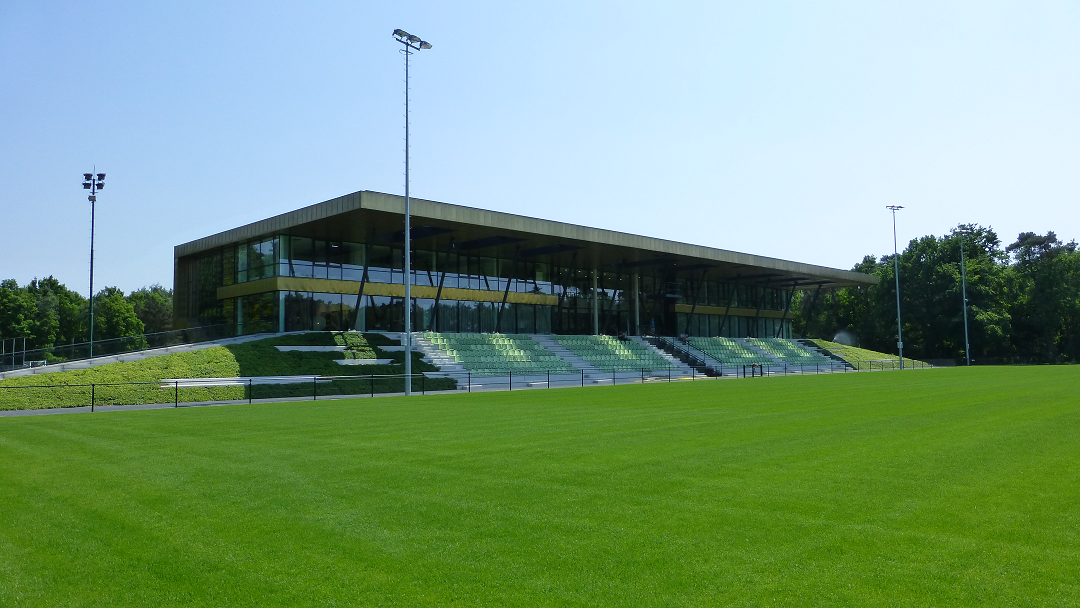
Papendal is de vaste trainingslocatie van Vitesse

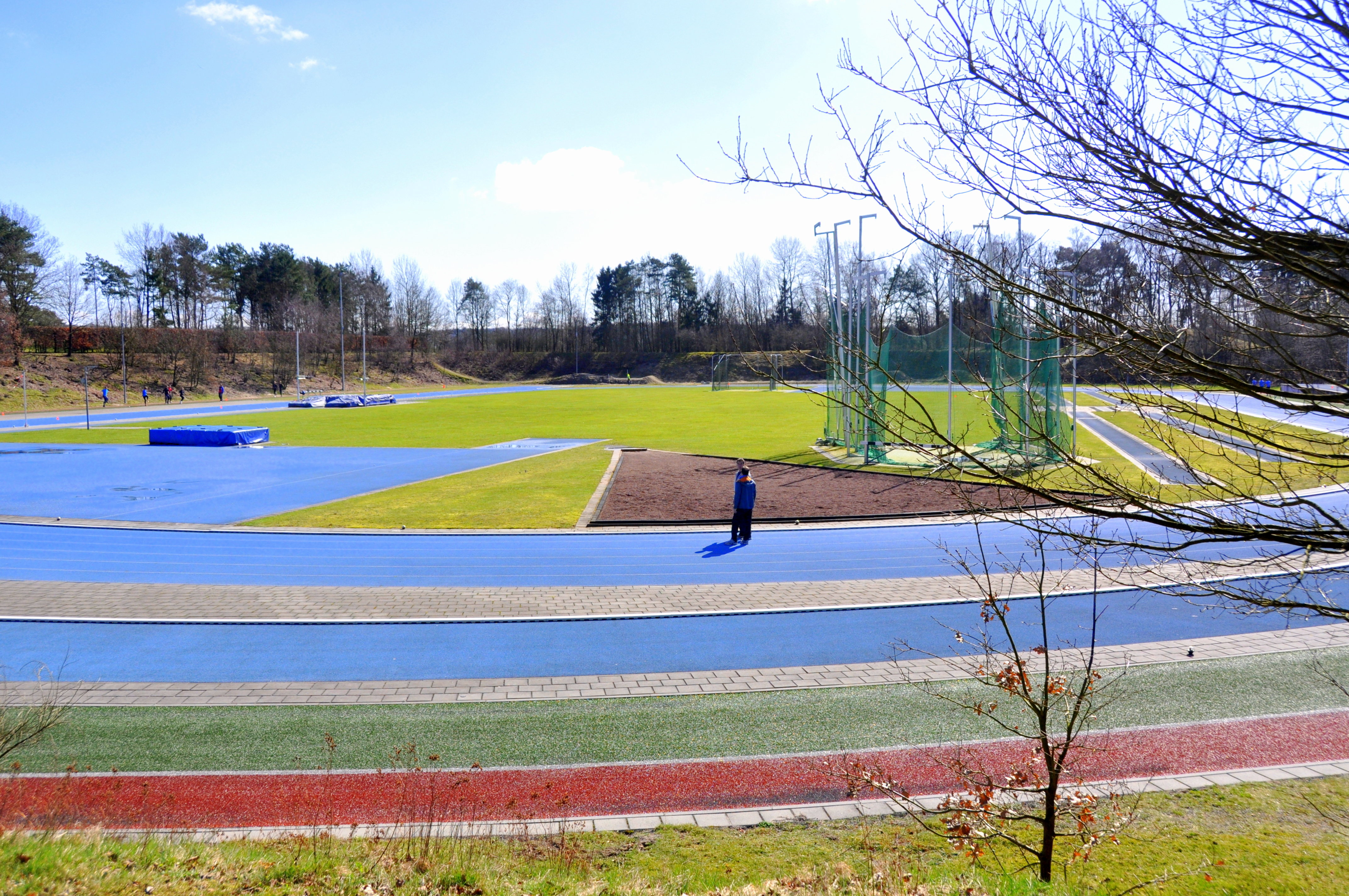
Atletiekbaan

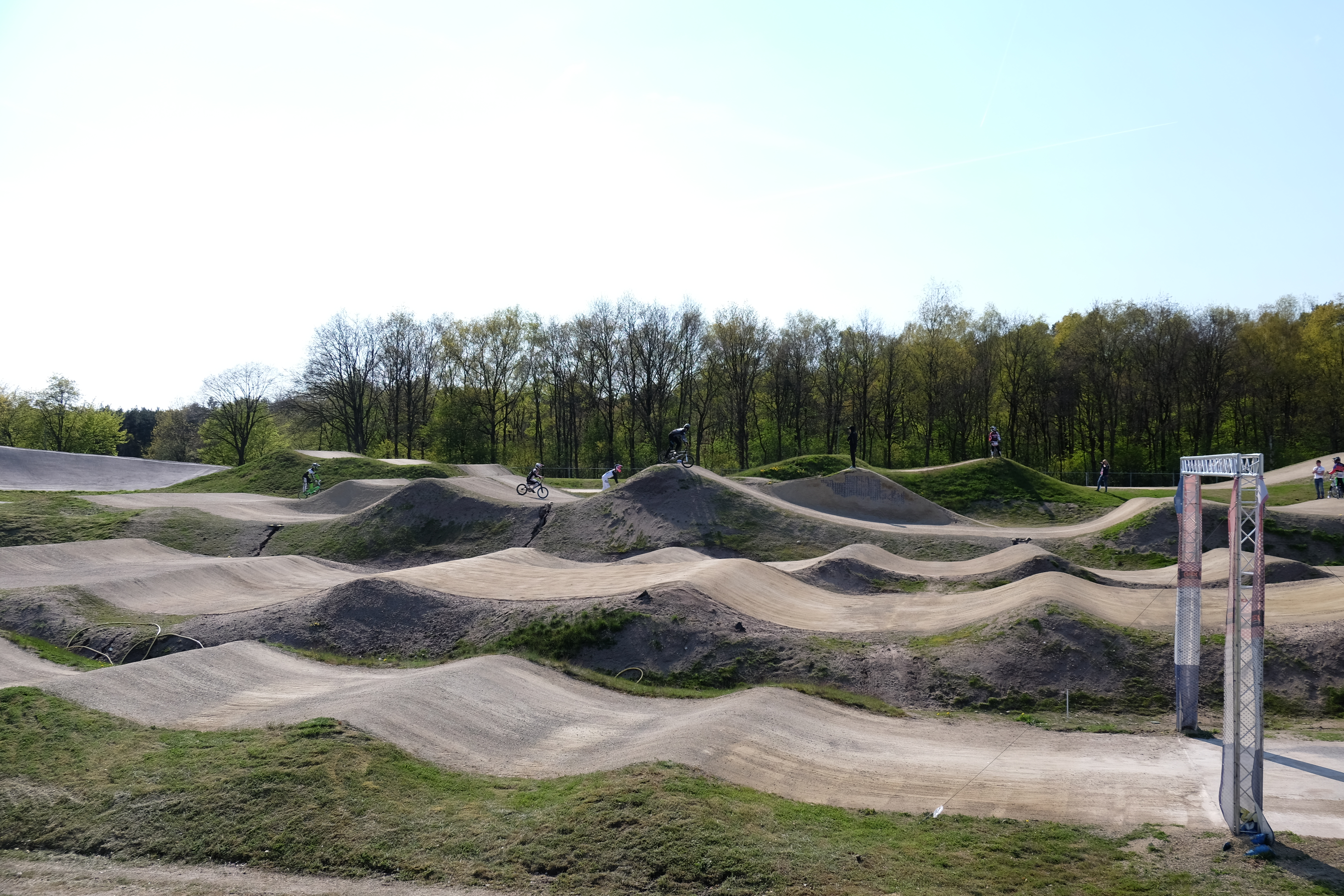
BMX-baan

Zo’n 550 topsporters maken anno 2017 gebruik van de faciliteiten op het topsporttrainingscentrum, van wie 400 op dagelijkse basis. In maart 2009 werd Papendal een van de vier Nederlandse centra voor topsport en onderwijs (CTO). In een CTO kunnen topsporters op één locatie trainen, wonen en studeren. In 2013 is de Arnhemhal geopend, een multifunctionele trainingslocatie. De Arnhemhal beschikt over twee grote balsporthallen, een krachttrainingsruimte, een kracht- en herstelruimte, een bokshal, een technische atletiekhal, een sprinthal, een coachplein en een restaurant.
Op Papendal staat een Sporthotel, waar de jonge topsporters die fulltime trainen op Papendal een eigen kamer hebben. Ook heeft het sportcentrum sinds 2013 een woonvoorziening elders in de stad. Op vier kilometer van het terrein huurt Papendal woonruimte voor topsporters op Klein Warnsborn. 

### Overzicht accommodaties
| Outdoor accommodaties | Indoor accommodaties |
| --------------------- | -------------------- |
| Atletiekbaan          | Arnhemhal            |
| BMX-baan              | Boksring             |
| Evenemententerrein    | Fitnessruimte        |
| Handboogschietbaan    | Grote sporthal       |
| Golfbanen             | Krachtruimten        |
| Rock garden           | Ruskahal             |
| Tennisbanen           | Sporthal-West        |
| Voetbalvelden         | Sprinthal            |
|                       | Schiethal            |

## Duurzaamheid
Duurzaamheid was bij de modernisering van Papendal na 2007 een van thema's. 70% van de gebouwen op het terrein is aangesloten op een systeem voor koude-warmteopslag; de bronnen hiervoor liggen 120 meter diep. Hiermee worden de panden op een duurzame wijze van energie voorzien. In de zomer wordt het koude grondwater gebruikt voor de koeling, terwijl warmte wordt opgeslagen in de bodem voor de winterverwarming. In 2016 is het dak van de Arnhemhal voorzien van 1270 zonnepanelen. Deze panelen voorzien 1/3e deel van de hal van stroom. In 2018 kwamen hier nog eens 1286 zonnepanelen bij, verspreid over drie panden. Er is rekening gehouden met de omringende natuur, zo zijn er vleermuisvoorzieningen aangebracht.

## Organisaties op Papendal
Sportcentrum Papendal is vestigingsplaats van diverse organisaties. Zo bevinden onder andere NOC*NSF, SBV Vitesse, de Atletiekunie, Sport Medisch Centrum Papendal, Bas van de Goor Foundation, De Gelderse Sportfederatie, Upmeijer Sportpsychologie en dependances van ROC Rijn IJssel (CIOS) en de Hogeschool van Arnhem en Nijmegen zich op het terrein. In totaal werken er zo'n 850 mensen op Papendal.

### NOC*NSF
Papendal is vaste thuisbasis van de Nederlandse sportorganisatie NOC*NSF. Dit is een sportorganisatie met als doel de (top)sport in Nederland te bevorderen. Ze ontstond in 1993 uit een fusie van het Nederlands Olympisch Comité (NOC) en de Nederlandse Sport Federatie (NSF). Bij het NOC*NSF zijn 90 landelijke sportorganisaties aangesloten. Het organisatie treedt zowel op als Nationaal Olympisch Comité als Nationaal Paralympisch Comité. 
Sinds januari 2013 is Sportcentrum Papendal officieel afgesplitst van NOC*NSF en daarmee als organisatie verzelfstandigd. Sportcentrum Papendal is nu, net als Hotel Papendal, een dochterorganisatie van NOC*NSF.

### Vitesse
Papendal is de trainingslocatie van SBV Vitesse en de jeugd van de Vitesse Voetbal Academie; Papendal is tevens de wedstrijdlocatie van de jeugdteams en Jong Vitesse. In februari 2013 werd de nieuwe trainingsaccommodatie van Vitesse op Papendal opgeleverd. Vitesse heeft vijf velden op het trainingscomplex, waarvan drie kunnen worden verwarmd. In het gebouwencomplex van vier verdiepingen zit onder meer kantoren, moderne medische ruimten en een sauna. De onderste twee bouwlagen bieden ruimte voor algemene functies, op de bovenste lagen bevinden zich onder meer de spelershomes voor de eerste en tweede selectie, kantine en kantoorruimte. Het trainingscomplex heeft een tribune met 550 zitplaatsen bij het hoofdveld, waar de beloften hun wedstrijden spelen. Het complex is eigendom van Vitesse. De thuiswedstrijden van de voetbalclub worden sinds 1998 in het GelreDome, elders in Arnhem, gespeeld.

### Hotel Papendal
Hotel Papendal is een zusterorganisatie die gevestigd is op het terrein. Hier worden veel zakelijke bijeenkomsten en congressen gehouden. Het hotel beschikt onder andere over vergaderzalen. Zowel sporters als zakelijke of toeristische gasten kunnen overnachten in een van de 151 kamers.

### Bonden die trainen en overnachten op Papendal
- Atletiekunie
- Badminton Nederland
- Nederlandse Boksbond
- Koninklijk Nederlands Korfbalverbond
- Koninklijke Nederlandse Schietsport Associatie
- Koninklijke Nederlandsche Wielren Unie
- Nederlands Handbal Verbond
- Nederlandse Basketball Bond (rolstoel)
- Nederlandse Handboog Bond
- Koninklijke Nederlandse Hockey Bond
- Nederlandse Volleybal Bond
- Nederlandse Tafeltennisbond
- Nederlandse Ski Vereniging
- Paralympische sporters
- Judo Bond Nederland

## Belangrijke evenementen
- 1980: Paralympische Spelen
- 1975-2008: Papendal Games
- 2012-heden: UCI BMX Supercross World Cup

## Bereikbaarheid
Papendal ligt aan de westkant van Arnhem, tegen de rand van de Veluwe. Naast Papendal bevinden zich de A50, N224 (Amsterdamseweg) en de spoorlijn bij Oosterbeek. Vanaf station Arnhem Centraal rijden buslijnen 10, 78 en 105 naar Papendal. Buslijnen 10 en 78 hebben op Papendal hun begin-/eindhalte.